# En voix
Pour les articles homonymes, voir Voix.
Albums de Nicole Rieu
Camargue rouge Jardins, Vol. 1
En voix est le 12e album studio de Nicole Rieu. L'album est sorti en 2007 chez Édina Music / Nocturne (YC-280882-NT-097).

## Liste des titres
| No  | Titre                       | Paroles                     | Musique                                  | Durée |
| --- | --------------------------- | --------------------------- | ---------------------------------------- | ----- |
| 1.  | Personne ne sait            | -                           | Julien Rieu de Pey                       | 1 :58 |
| 2.  | Je suis                     | Mitzi Bravine               | André Georget, Jean-Pierre Mirouze       | 3 :34 |
| 3.  | En courant                  | Pierre Delanoë              | Michael Masser                           | 2 :56 |
| 4.  | Je m'envole                 | Claude Carmone              | Sue Shifrin, Ken Gold, Micky Denne       | 3 :08 |
| 5.  | Nomade                      | Nicole Rieu                 | Nicole Rieu                              | 4 :06 |
| 6.  | Ils sont partis de la ville | Nicole Rieu                 | Yaïr Klinger                             | 3 :29 |
| 7.  | Ma maison au bord de l'eau  | Jacques Yvart               | John Farrar                              | 3 :10 |
| 8.  | La Goutte d'eau             | Simon Monceau               | Traditionnel, arrangements : Nicole Rieu | 2 :32 |
| 9.  | Et bonjour à toi l'artiste  | Pierre Delanoë              | Jeff Barnel                              | 3 :24 |
| 10. | La muse                     | Nicole Rieu                 | Nicole Rieu                              | 2 :50 |
| 11. | Le lion s'endort            | Nicole Rieu                 | Serge Sala                               | 4 :28 |
| 12. | Femme comme moi             | Nicole Rieu                 | Pascal Bacoux                            | 3 :10 |
| 13. | Terre d'Ariège              | Nicole Rieu, Jacques Dejean | Nicole Rieu                              | 2 :54 |
| 14. | Jusqu'au soleil             | Nicole Rieu                 | Nicole Rieu                              | 3 :54 |
| 15. | Marie                       | Nicole Rieu                 | Nicole Rieu                              | 3 :44 |
| 16. | Je veux qu'on s'aime        | Nicole Rieu                 | Serge Sala                               | 4 :12 |
| 17. | Voix-ci, voix-là            | -                           | Nicole Rieu                              | 1 :14 |

## Singles extraits de l'album
- Je veux qu'on s'aime (printemps 2007)
- La muse (printemps 2007)
- Femme comme moi (automne 2007)

## Autres informations
- Enregistrement et mixage : Gérard Thouret
- Production : Productions Miracos, avec l'aide de Coline "Les Amis de Nicole Rieu"
- Musiciens : Julien Rieu de Pey, Christian Belhomme, Nicole Rieu
- Chœurs masculins : Julien Rieu de Pey, Jean Vilane, Gérard Thouret
- Photos : Serge Forcet, Jean Vilane
- Maquette et design : Jan van Naeltwijck